# Ag Apolloni

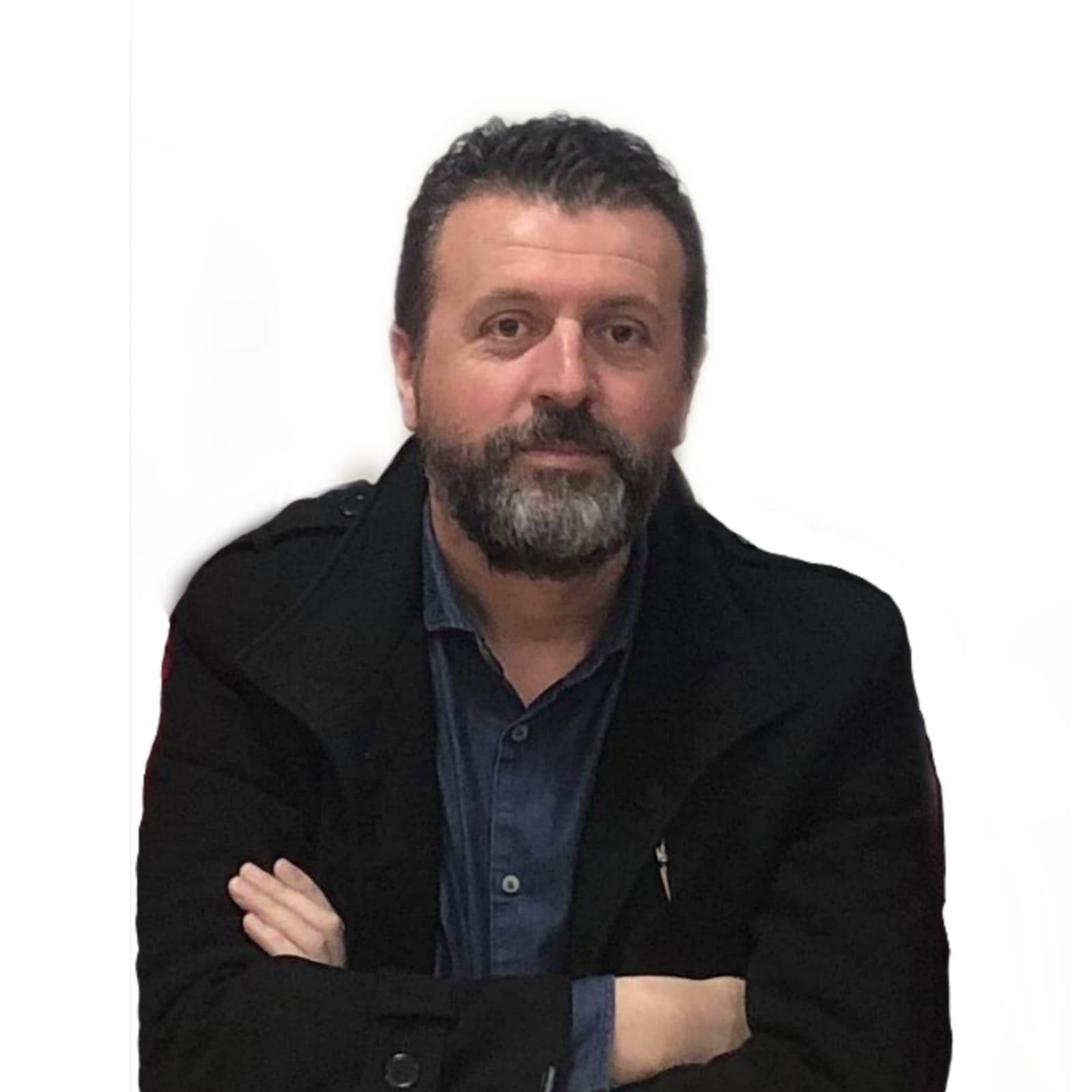
Ag Apolloni 2019

Ag Apolloni (* 13. Juni 1982 in Kaçanik (Kosovo)) ist ein Kosovare, der in albanischer Sprache als Schriftsteller, Dichter, Dramatiker und Essayist tätig ist. Er ist Professor für Literaturwissenschaften an der Universität Prishtina. Seine literarischen Publikationen zeichnen sich durch eine dramatische und philosophische Dimension aus, auch seine kritische Haltung gegenüber Geschichte, Politik und Gesellschaft findet darin ihren Niederschlag.

## Leben und Wirken
Ag Apolloni absolvierte die Grundschule und das Gymnasium in seiner Heimatstadt Kaçanik  und schloss sein Dramaturgie- und Literaturstudium 2005 an der Universität Prishtina ab. Aus wirtschaftlichen Gründen unterbrach er 2006 sein Studium der Philosophie und verbrachte zwei Jahre im Pristina Hospital, um sich um seinen kranken Vater zu kümmern, der 2007 verstarb.
Nach der Fortsetzung der Studien erreichte Ag Apolloni 2008 den Titel eines Masters der Philosophie und erwarb 2012 den Titel Doktor der Philologischen Wissenschaften (Dr. phil.). Danach wurde Apolloni zum Professor für Literaturwissenschaften an der Universität Pristina berufen.

## Engagements
Apolloni hat als Journalist, Herausgeber und Chefredakteur in mehreren Tageszeitungen sowie Literatur- und Kulturmagazinen in Pristina gewirkt. 2010 reaktivierte er das älteste Literaturmagazin im Kosovo, „New Life“ (auf Albanisch „Jeta e Re“) (gegründet 1949), das 2006 sein Erscheinen einstellte. 2013 gründete er das Kulturmagazin „Symbol“, in dem er Interviews führte mit: Linda Hutcheon, Jonathan Culler, Rita Dove, Gottfried Helnwein, Andreas Huyssen, Mieke Bal, DM Thomas, Javier Cercas. Apollonis Texte und Werke wurden in zahlreiche Sprachen übersetzt wie Englisch, Deutsch, Italienisch, Tschechisch, Mazedonisch, Serbisch usw. Apolloni wurde mehrfach mit nationalen Preisen für seine fiktiven und wissenschaftlichen Arbeiten ausgezeichnet.

## Beginn des Schreibens
Ag Apolloni begann 2003 mit dem Schreiben. In einem Café hatte er eine Kriegsgeschichte über einen Verbrecher gehört, der die Augen seiner Opfer gesammelt hatte, und diese Geschichte schockierte ihn so sehr, dass er über Nacht ein Monodrama geschaffen hatte. Dieses Monodrama mit dem Titel „Stephen oder die Geschichte eines Augensammlers“ wurde auch im österreichischen Journal „Lichtungen“ veröffentlicht. Während seines Studiums führte er ein poetisches Tagebuch, das er 2009 unter dem Titel „Zomb“ veröffentlichte. Während er 2013 den Roman „Das Heulen des Wolfes“ (albanisch „Ulurima e ujkut“) veröffentlichte, in dem er durch eine postmoderne Form Schmerz mit Wut verbindet. Der Autor schont niemanden, er kritisiert jeden: sich selbst, die Familie, die Gesellschaft, die Nation, die Welt und Gott. Nach diesem Roman schreibt er den Roman „Zazen“ als Hommage an einen Freund von ihm, der nach Abschluss seines Studiums der Philosophie in seiner Heimat keine Arbeit finden konnte, sich über alles geärgert hatte und sich entschlossen hatte, zu verschwinden und danach ein paar Tage später tot in einem Abgrund gefunden wurde. Während Apollonis Stücke Angst und Mitgefühl hervorrufen und seine Gedichte das intime Leben in Kunst verwandeln, ist seine Prosa Ehrfurcht und Wut. Seine Studien zu „Postmodern Parable“ (albanisch „Parabola postmoderne“) (2010), „The Paradigm of Proteus“ (albanisch „Paradigma e Proteut“) (2012) und in Zeitschriften veröffentlichten Übersichten zeigen eine Tendenz um neue Forschungswege zu eröffnen.

## Das Werk (Auswahl)
„Zomb“ (2009) ist ein Madrigalbuch. Es enthält insgesamt 100 Gedichte und eine buchstabenförmige Darstellung. Das Buch beginnt mit einer provokanten Widmung („My Friend’s Wife“) mit zwei Versen des englischen Dichters John Milton („Wenn der Tod mich mit dir verbindet / wird es das Leben für mich sein“), das in sechs Einheiten unterteilt ist: Ouvertüre, Edenischer Walzer, dionysische Sonate, Sirenensinfonie, Requiem Eros und Coda. „Zomb“ ist ein erotisches Buch, das auf den Prinzipien des mittelalterlichen Madrigals basiert. Es ist ein Buch, das viele Elemente klassischer Musik, Jazz, Blues, Rock, Pop usw. enthält. Aus dem Weltkino, aus der antiken, mittelalterlichen, modernistischen, zeitgenössischen Literatur und auch aus Religionen wie Buddhismus, Totemismus, Judentum, Christentum und Islam.
Das Buch „Drama: Stephen, Halloween, Judith, Mat“ (2010) enthält drei tragische Dramen, die in der Reihenfolge der Anzahl der Charaktere offen den Hinweis auf den Ursprung des griechischen Dramas und des antiken Theaters zeigen (für Stephen, der nur eine Figur ist, seine Fantasie führt ihn zu Thespis’ Wagen, Halloween beinhaltet die zweite Figur nach Aischylos’ Vorbild, während Judith die dritte Figur nach dem Vorbild von Sophokles betritt) sowie einen Text von Aristophanes’ Geist als Entspannung für die Öffentlichkeit. Das Monodrama Stephen, die Geschichte eines Augensammlers, ist eine erschreckende Geschichte eines Augensammlers, der in seiner Speisekammer mit 4998 Augen lebt, die während des Krieges in Bosnien und im Kosovo gesammelt wurden. Apolloni schrieb dieses Werk im Alter von 21 Jahren als „eine Elegie für das letzte Jahrzehnt des letzten Jahrhunderts, nämlich eine Erinnerung an die Verbrechen, die die Welt schockierten“. Dieses Monodrama ist eine Geschichte, die Liebe und Verbrechen, Leben und Tod als Binomial behandelt, das die Öffentlichkeit schockieren kann. Halloween ist eine inzestuöse Geschichte über die Halloween-Nacht. Dieses Drama wurde von Apolloni geschrieben, angeregt durch die Lektüre eines Festes über das Leben des Serienmörders Ted Bundy. Judith ist ein biblisch motiviertes Drama, das als mythische Geschichte des Ost-West-Konflikts, des Missverständnisses zwischen Mensch und Gott sowie der Unterwerfung und des Mutes behandelt wird. Comedy Mat ist ein Zeitvertreib, der auf den Werken der Regisseure Ingmar Bergman und Woody Allen auf der lächerlichen Konfrontation zwischen Mensch und Tod basiert.
Der Roman „Das Heulen des Wolfes“ (2013) thematisiert zahlreiche Themen aus verschiedenen Blickwinkeln. Der Roman befasst sich auch mit der schmerzhaften Trennung von Lebenden und Toten. Der Roman ist voller Verzweiflung und Wut, begleitet von einer Portion Humor, mit Hinweisen auf Musik, Malerei, Film und Theater. Die Veranstaltungen finden im Kosovo, in Mazedonien, Albanien, Montenegro, Italien und Wien, wo der Roman endet.
„Zazen“ (2014) handelt vom Schicksal eines jungen Kosovaren, eines Freundes des Autors, der nach seinem Abschluss in seine Heimat zurückkehrt. Diese Rückkehr wird jedoch für ihn tragisch, da er von der Gemeinde vernachlässigt, vom Dorf missverstanden und von der Familie für verrückt erklärt wird. „Zazen“ verknüpft eine Vielzahl von Themen: sozial, philosophisch, politisch, national und religiös. Es erzählt von Zen Zabels Angst und tragikomischem Leben, das viele Ideen, wenige Forderungen und keine Möglichkeiten hat.
„Hamlet nach Horatio“ ist eine psychoanalytische Tragödie, die Freuds theoretische Ideen verkörpert, eine mögliche Geschichte von Hamlet zu erzählen, wobei das Thema des doppelten Inzests (Bruder-Schwester, Mutter-Sohn) und das Thema des Mehrfachverrats angesprochen werden. „Hamlet nach Horatio“ ist eine Pastiche oder ein dramatischer Hypertext, der auf Shakespeares Hamlet und auf Freuds Interpretationen von Hamlet als unvollkommenem Ödipus basiert. Thematisch ist „Hamlet nach Horatio“ eine alternative Geschichte, die von Oresteia, Oedipus Rex und Hamlet wiederholt wird. Dieses Drama wurde als Gewinner des jährlichen „Katarina Josipi“ Drama Award bekannt gegeben.
„Scanderbeg: Marlowes Manuskript“ ist ein Stück, das nach dem postmodernen Manuskriptprinzip geschrieben wurde, um ein elisabethanisches Drama des 16. Jahrhunderts zu finden, das als verlorenes Drama gilt: „Die wahre Geschichte von George Scanderbeg“ von Christopher Marlowe. Für das Schreiben dieses Stücks hat der Autor viele historische, literarische, kinematografische und theatralische Materialien verwendet, um eine glaubwürdige Realität der Scanderbeg-Ära zu schaffen. Hier präsentiert sich der Held zwischen Mythos und Wirklichkeit, sowohl eine große als auch eine menschliche Figur.
„Mein Mittelalter“ ist ein Buch mit autobiografischen Aufsätzen, auch als narrativ-essayistische Autobiografie bezeichnet. Das Buch besteht aus 10 Aufsätzen mit lateinischen Titeln: Obscura, Vulgus, Doctrina, Pelegrin, Allegoria, Persona, Schisma, Templarius, Inquisitio und Memento, die das Leben des Autors und die heutige kosovarische Aktualität abdecken.